# Tangentialbeschleunigung
Die Tangentialbeschleunigung {\displaystyle {\vec {a}}_{\mathrm {T} }} (auch Bahnbeschleunigung genannt) bezeichnet die vektorielle Geschwindigkeitsänderung pro Zeit, die ein Massepunkt auf einer Bahn tangential zu dieser erfährt:
{\displaystyle {\vec {a}}_{\mathrm {T} }={\frac {\vec {v}}{v}}{\frac {\mathrm {d} v}{\mathrm {d} t}}}
mit der Geschwindigkeit {\displaystyle {\vec {v}}} und deren Betrag {\displaystyle v}.
Sie ist das Produkt aus der Winkelbeschleunigung {\displaystyle {\vec {\alpha }}} und dem Krümmungsradius {\displaystyle r} am betreffenden Bahnpunkt:
{\displaystyle {\vec {a}}_{\mathrm {T} }=r\cdot {\vec {\alpha }}}
Wir betrachten hier als Beispiel eine Kreisbahn.
Betrachtet man nur den Betrag der Tangentialbeschleunigung, so gilt:
{\displaystyle a_{\mathrm {T} }={\frac {\mathrm {d} v}{\mathrm {d} t}}={\frac {\mathrm {d} (\omega \cdot r)}{\mathrm {d} t}}=r\cdot {\frac {\mathrm {d} \omega }{\mathrm {d} t}}=r\cdot \alpha }
mit der Winkelgeschwindigkeit {\displaystyle \omega }.
Die Tangentialbeschleunigung steht senkrecht zur Zentripetalbeschleunigung, welche zum Kreismittelpunkt hin gerichtet ist. Die Gesamtbeschleunigung ist die Summe der Vektoren von Tangential- und Zentripetal- bzw. Normalbeschleunigung. Diese Möglichkeit zur Aufteilung des Beschleunigungsvektors entdeckte Huygens.

## Beispiel
Ein Karussell fängt an, sich zu drehen. Es erfährt also eine Winkelbeschleunigung. Bei gleicher Winkelbeschleunigung erfährt eine Person, die nahe an der Drehachse steht, eine geringere Tangentialbeschleunigung (kleiner Abstand zur Drehachse) als eine Person, die am äußeren Rand des Karussells steht (großer Abstand zur Drehachse). Die Tangentialbeschleunigung verhält sich also proportional zum Radius des Karussells (Formel s. o.).